# Cérémonie de clôture des Jeux olympiques d'hiver de 2014
La cérémonie de clôture des Jeux olympiques d'hiver de 2014 s'est déroulée le dimanche 23 février 2014 de 20:14 à 22:25 MSK (UTC+4) dans le Stade olympique Ficht à Sotchi en présence de Vladimir Poutine. La cérémonie met en valeur les arts russes dans une perspective européenne.

## Programme
Le programme appelé « La Russie en reflets » a une nouvelle fois été présenté la jeune fille nommée Lioubov (présente lors de la cérémonie d'ouverture), accompagnée par deux autres enfants Iouri (référence à Gagarine) et Valentina (référence à Terechkova). Plus de 7 000 personnes ont participé à ce spectacle, un chœur d’enfants des 83 régions y a chanté, plus de 43 000 décorations ont été installées. Le spectacle a été dirigé par le metteur en scène tessinois Daniele Finzi Pasca, assisté du directeur créatif Constantin Ernst.

### Ouverture
|                                                    |  |                                          |
| Clin d'œil : le cinquième anneau ne s'épanouit pas |  | …Finalement, tous les anneaux s'ouvrent. |

La cérémonie de clôture s'ouvre sur un générique retraçant les meilleurs moments des compétitions olympiques. À l'issue du compte à rebours, une « forêt » lumineuse, composée de 204 diodes électroluminescentes de 12 mètres de hauteur chacune et destinée à changer de couleurs selon les tableaux, est allumée au cœur du terrain alors que le toit du stade s’illumine sous les salves des feux d'artifice. Alors qu'est donné un feu d'artifice, des bandes bleues représentant des miroirs surplombent le sol du stade. Lioubov accompagnée de deux clowns (Andrew Sharnin et Askold Zapashnyy) et de Iouri et Valentina entre dans le stade dans une barque volante au milieu de colombes, sur la musique du compositeur russo-américain Dimitri Tiomkin It’s a wonderful life. Le premier chapitre, « Ciel et mer », est constitué de tableaux marins qui évoquent la mer Noire, 700 artistes, vêtus de costumes faits de miroirs, formant divers motifs chorégraphiques : vagues, silhouettes d’habitants géants des profondeurs marines, signe de l’infini des étoiles et enfin la forme des cinq anneaux olympiques dans une scène d'autodérision qui rappelle l'incident du 5e anneau qui ne s'est pas ouvert lors de la cérémonie d'ouverture.

### Hymne national
Après l'entrée du drapeau de la fédération de Russie apporté par des athlètes au centre du stade, l'hymne national russe est interprété par un chœur d’enfants de Russie dirigé par Valery Gergiev et par l'orchestre symphonique de la jeunesse pan russe dirigé par Youri Bachmet. Une fanfare revisitée par les étudiants de l’École de musique militaire de Moscou prend le relais.

### Entrée des porte-drapeaux et défilé des athlètes
Chaque pays est représenté par un porteur de drapeau défilant dans le stade (en) avant que les 2 856 athlètes parcourent le stade en groupes mélangés pour symboliser l’unité de l’humanité, le tout au son de No Limits du groupe 2 Unlimited, de la chanson Sous-lieutenant d'Irina Allegrova, d’Amérique de Lioubè et de Song 2 de Blur.

### Cérémonie de remise des médailles
Deux cérémonies de médailles célèbrent les dernières épreuves de ces jeux : celle du 30 kilomètres femmes de ski de fond avec 3 Norvégiennes sur le podium et du 50 kilomètres hommes de ski de fond avec 3 Russes sur le podium.

### Spectacle de clôture
Thèmes des différents tableaux :

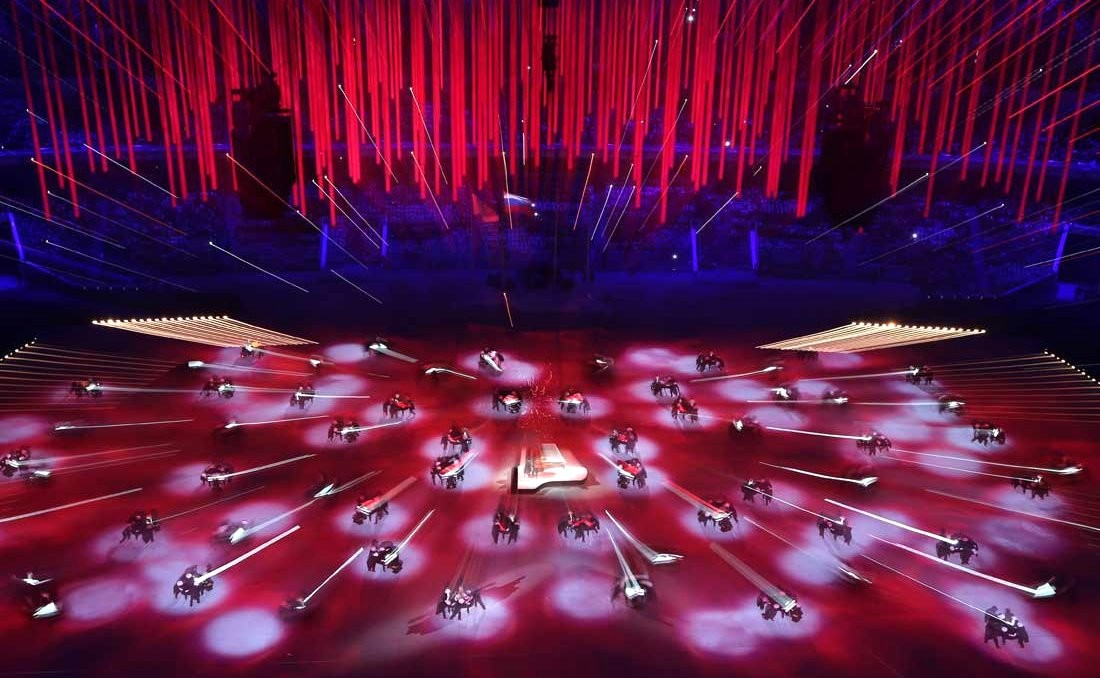
Denis Matsouïev

- Tableau de la peinture (chapitre « Le monde de Malevitch, Kandinsky et Chagall ») : représentation animée du tableau « Moi et le Village » de Marc Chagall et référence à Malevitch et Kandinsky sur l'air « The Census List » d'Alfred Schnittke interprété par l'altiste Iouri Bachmet et la violoniste Tatiana Samouil (de)[3].
- Tableau de la musique : 62 pianos tourbillonnant autour de Denis Matsouïev exécutant le concerto pour piano nº 2 de Rachmaninov.
- Tableau de la danse : pas de deux tiré du ballet Shéhérazade de Nikolaï Rimski-Korsakov interprété par les troupes du Mariinski et du Bolchoï qui rendent hommage aux Saisons russes de Serge de Diaghilev.
- Tableau de la littérature rendant hommage à douze écrivains russes, Léon Tolstoï, Fédor Dostoïevski, Ivan Tourgueniev, Alexandre Pouchkine, Nikolai Gogol, Anna Akhmatova, Vladimir Maïakovski, Alexandre Soljenitsyne, Anton Tchekhov, Nikolaï Gumilev, Marina Tsvetaeva, Ossip Mandelstam Mikhaïl Boulgakov, Sergueï Essenine, Alexandre Blok, Joseph Brodsky, sous une valse d'Aram Khatchatourian.
- Tableau du cirque sur la Valse n°2 de Dmitri Chostakovitch et une valse de Sergueï Prokofiev tirée du ballet Cendrillon, plus de 200 artistes professionnels et élèves d'écoles du cirque évoluent sur six pistes de cirque avant qu'un grand chapiteau se dresse au centre du stade puis étant aspiré par le sol[3].

## Transmission du drapeau olympique à Pyeongchang
Le drapeau de la Grèce est levé au son de l’hymne de la Grèce. Au son de l’hymne olympique puis de l’hymne coréen (chanté par deux enfants sud-coréens) le drapeau olympique est descendu par une garde d'honneur et est transmis par Anatoly Pakhomov (en), maire de Sotchi, à Thomas Bach, président du Comité international olympique, enfin à Seok-Rae Lee, maire de Pyeongchang qui accueillera les Jeux olympiques d'hiver de 2018. Selon la tradition, chaque maire agite quatre fois le drapeau qui quitte ensuite le stade. Une vidéo et des artistes dans le stade évoquent Pyeongchang et la Corée du Sud, au son d’un instrument de musique traditionnel coréen, le gayageum.

## Clôture officielle desXXIIesJeux olympiques d'hiver
Après le discours de remerciement du président du comité olympique russe Dmitri Tchernychenko et le discours de clôture de Thomas Bach sur l'estrade protocolaire, entrent les trois mascottes, le léopard des neiges Barsik en surf des neiges, le lapin Zaïka en patins à glace et l'ours polaire Mishka à skis à la recherche de la flamme olympique cachée dans un bloc de glace, son reflet dansa,t dans les miroirs. Mishka éteint la flamme olympique en soufflant dessus, aussitôt la vasque olympique qui trônait dans le Parc Olympique est éteinte. La chorégraphie finale évoque le printemps à Sotchi avec ses fleurs de mimosa. La soprano Hibla Gerzmava (en), entrant dans la barque volante évoquant les œufs de Fabergé, interprète « Au revoir Sotchi », accompagnée d'une chorale de 900 enfants sous la direction de Valeri Guerguiev. Le feu d'artifice terminal se déroule sous l'air du Concerto pour piano nº 1 en b mineur de Piotr Ilitch Tchaïkovski puis des rythmes endiablés de DJ Kto.